# Anelosimus oritoyacu
Anelosimus oritoyacu là một loài nhện trong họ Theridiidae.
Loài này thuộc chi Anelosimus. Anelosimus oritoyacu được miêu tả năm 2006 bởi Agnarsson.